# Bibio xizangensis
Bibio xizangensis är en tvåvingeart som beskrevs av Yang och Guang Yu Luo 1987. Bibio xizangensis ingår i släktet Bibio och familjen hårmyggor. Inga underarter finns listade i Catalogue of Life.